# Рубін Тимура

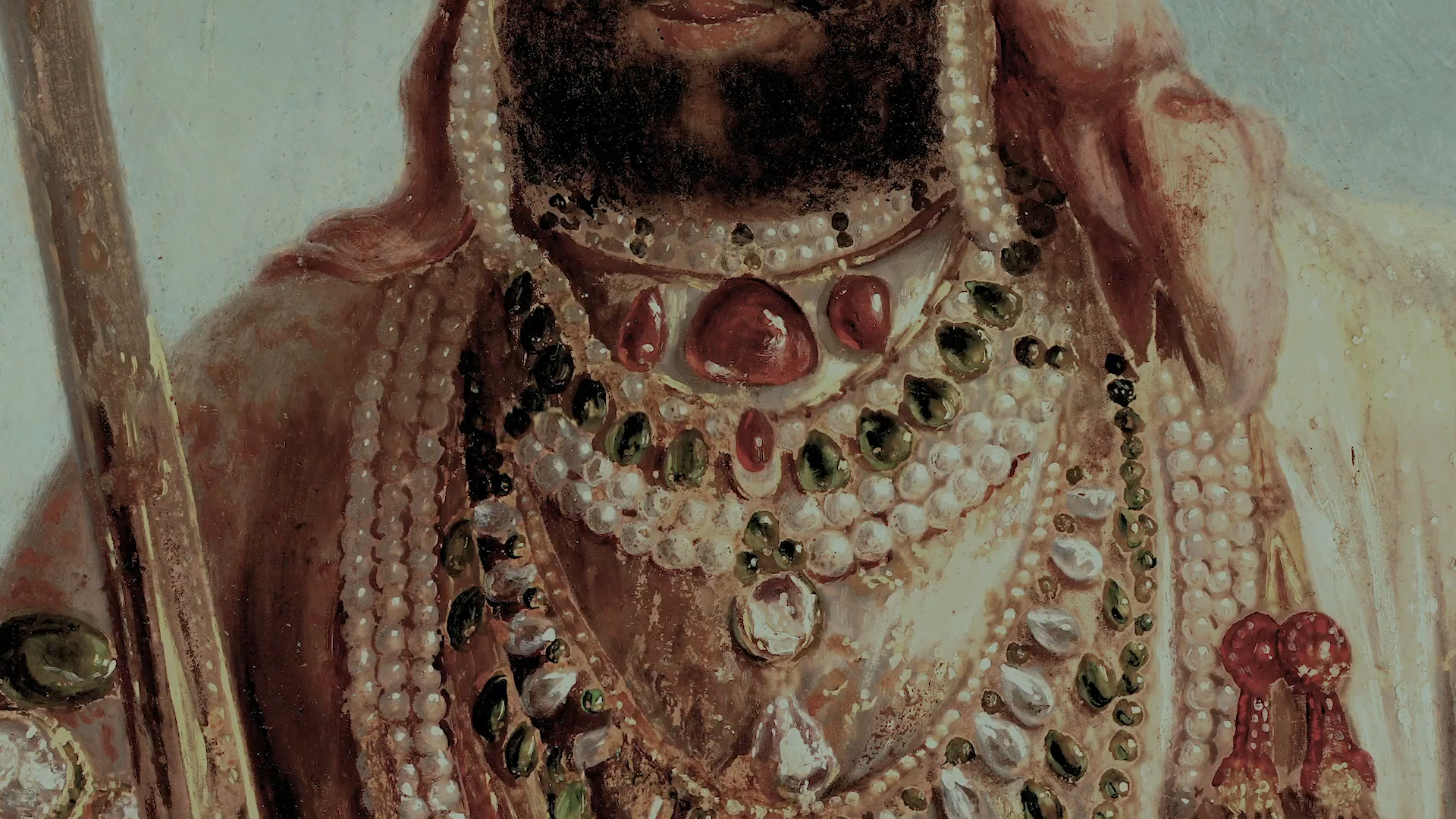
Фрагмент рубіна Тимура з картини Махараджи Шер Сінгха, художник Август Шойффт, приблизно 1841–1842 рр.

Рубін Тимура — назва одного з історичних дорогоцінних каменів, насправді не рубін, а шпінель.
Подарований в 1848 англійській королеві Вікторії директорами Ост-Індської компанії, зберігається в Індійській кімнаті Букінгемського палацу. Маса каменя 361 кар, він входить в намисто з дрібніших шпінелей, вкритий старовинним індійським ограновуванням, а також численними написами, що дозволяють прослідкувати його історію.
Перший напис належить Тимуру і повідомляє, що він захопив цей знаменитий камінь при розгромі Поділи в 1398, другий — спадкоємцеві Тимура, його четвертому синові Шахруху. У 1447 його змінив син, відомий учений і просвітитель Улугбек, чиє ім'я також вигравійоване на камені.
Після переходу влади до Сефевідів на камені було вирізане ім'я шаха Аббаса I, який подарував «Рубін Тимура» правителеві імперії Великих Моголів Джахангиру, що наказав вигравіювати на камені своє ім'я і ім'я свого батька; мабуть, при цьому були стерті деякі написи. Син Джахангира, Шах-Джахан, відомий спорудженням знаменитого мавзолею Тадж Махал, також залишив своє ім'я, назвавши себе Сахиб Киран Сани (Другий пан сприяючих планет), як колись називався Тимур, який вважав своїми сприяючими планетами Венеру і Юпітер. У 1658 Шах-Джахан був ув'язнений так, що з вікна своєї в'язниці міг бачити Тадж Махал, за наказом власного сина Аурангзеба, чиє ім'я також є на камені. Наступне ім'я — Махамада Фарука Сийяра, що правив в 1713-1718.
У 1739 до Індії вторгся перський Надир-шах, що захопив Делі. Серед величезної здобичі знаходилися і «Рубін Тимура», і алмаз «Кохінур». Надалі ці камені перейшли у володіння Ранджіта Сингха, раджі сикхів. Після повстання сикхів всі коштовності були захоплені англійцями і стали військовим трофеєм Ост-Індської компанії.